# Sup35p
Sup35pは、出芽酵母（Saccharomyces cerevisiae）で翻訳に用いられるポリペプチド鎖解離因子（eRF3）である。eRF1（酵母での名称はSup45）と共に翻訳終結複合体を形成する。この複合体はリボソームが終止コドンに達すると、合成されたばかりのポリペプチド鎖を認識して解離する。eRF1が終止コドンを認識するのに対し、eRF3はポリペプチド鎖の解離をGTP加水分解により助ける。
Sup35pの機能が部分的に失われると、ナンセンス抑圧とよばれる現象が起こる。これは、終止コドンが読み飛ばされ、カルボキシル端側が異常に伸長した蛋白質の合成が起きる現象である。Sup35pの完全な機能喪失は致死である。

## 歴史
Sup35pがプリオンの形で伝播することが、1994年にリード・ウィックナーによって示された。この理由から、Sup35pは活発に研究が行われている蛋白質である。酵母細胞がプリオン型のSup35pを有するとき、これがもたらす表現型を[PSI+]という。Sup35pは[PSI+]の細胞において、娘細胞に伝播可能なアミロイドの状態で存在する。これにより細胞内で可溶性で機能性のあるSup35pの量が減少し、ナンセンス抑圧（翻訳における終止コドンの読み飛ばし）が発生する。
Sup35pの遺伝子は過剰発現時に、[PSI+]表現型の発生が誘導することが知られている。

## 進化キャパシタンス
近年出版された一部の学術論文において、[PSI+]と[psi-]（非プリオン状態）の変換が行われることが、進化で有利に働くかもしれないという報告がなされている。しかし、これについては論争中である。
スーザン・リンドキストは同一遺伝型をもつ酵母の集団が、Sup35pのプリオンを有しているかどうかで、異なる表現型を呈することを示した。リンドキストの実験では、異なる遺伝背景をもつ7種類の酵母株の[PSI+]と[psi-]株を用意し、さまざまなストレス条件下で生育させた。ある場合では[PSI+]でより速い成長を呈し、また別の場合では[psi-]においてより速い成長を呈した。リンドキストは、[PSI+]が進化キャパシターとしての働きを有し、ストレス発生時に潜在的な遺伝変異を創りだすことにより、自然選択における順応が促進されるのではないかと提唱した。
この遺伝変異は終止コドン以外でも起き、[PSI+]の時にはin-frame lossが比較的高い確率で起こることも示されている。数理モデルを用いた研究に拠ると、[PSI+]はこの機能のために進化してきた可能性があるという。

## 物理学的特性
Sup35pのC末端には、翻訳終結活性をつかさどる領域（Cドメイン）がある。一方、N末端領域にはアミロイド形成の原因となる領域がある（Nドメイン）。Sup35pの真ん中には「Mドメイン」と呼ばれる中間領域があるが、その機能は不明である。スーザン・リンドキストは、NドメインやMドメインの機能を調べるためにNやMを含まないSup35p変異体を発現する株を構築した。
Sup35pは201アミノ酸から成る蛋白質である。CドメインにはPQGGYQQ-YNという5回完全（＋1回不完全）オリゴペプチド反復配列がある。この遺伝子の改変変異体を用いた実験によれば、このリピートの反復回数が増えると、[PSI+]の発生が促進されるという。実際、この反復配列を2回追加した変異株においては、[psi-]から[PSI+]の変換が5,000倍促進された。PMN2という優性的変異体では、2回目反復配列内のグリシンがアスパラギン酸に置換されており、[PSI+]が維持不能になる表現型を引き起こす。
Nドメインには43%という高い割合で、グルタミンとアスパラギンが含まれている。通常の酵母の蛋白質ではこれらのアミノ酸がたったの9％しか含まれていないことを考えると、この数値は非常に高い。Nドメインは114アミノ酸から成り、プリオン形成領域（PrD）という名前が充てられている。Sup35pの過剰発現は[PSI+]の発生を引き起こす。
NMドメインおよびCドメインは、ともにSup45pとの結合部位を有している。また、Sup35pはSup45pと結合するため、[PSI+]の細胞ではSup45pの蛋白質もSup35pと同様に凝集する。

## アデニン経路
[psi-]と[PSI+]の表現型の違いは、細胞のアデニン合成能を妨害することにより判別を容易にすることができる。P-リボシルアミノイミダゾール（略称：AIR、酵母アデニン合成経路のアデニン前駆体）が赤色の物質の蓄積を誘導し、コロニーの色として裸眼で判別できるようになる。酵母でアデニン経路に関与するADE2遺伝子またはADE1遺伝子の中にナンセンス変異を導入すると、P-リボシルアミノイミダゾールまたはP-リボシルアミノイミダゾールカルボキシレート（略称：CAIR）がそれぞれ蓄積する。CAIRが次の前駆体に変換されるための触媒が存在しないとき、CAIRはAIRに逆行変換される。そのために、どちらの変異体も[psi-]株では赤色の物質が蓄積することとなる。[PSI+]株では、これらの変異があろうがなかろうが、白色を呈す。これから、[PSI+]のeRF3は機能欠失していることが考えられる。
この現象は、[psi-]株ではアデニン合成酵素が途中までしか翻訳されないためにアデニン合成が完結することができないことに基づいている。細胞が[PSI+]になると、ナンセンス変異の読み飛ばしが起こるため、アデニン合成酵素の翻訳が完遂されてアデニン合成が正常に行われる。